# 黄金虫 (小説)
「黄金虫」（おうごんちゅう / こがねむし、原題：The Gold-Bug）は、1843年に発表されたエドガー・アラン・ポーの短編小説。語り手とその聡明な友人ルグラン、その従者のジュピターが、宝の地図を元にキャプテン・キッドの財宝を探し当てるまでを描く冒険小説である。また厳密には推理小説の定義からは外れるものの、暗号を用いた推理小説の草分けとも見なされている。
この作品は『フィラデルフィア・ダラー・ニュースペーパー』の懸賞で最優秀作となり、ポーは賞金として100ドルを得た。これはポーが単独作品で得た収入ではおそらく最高額である。「黄金虫」はポーの作品のうち、彼の存命中もっとも広く読まれた作品となり、暗号というトピックを出版界に広く知らしめる役割を果たした。

## あらすじ
名前の明かされない語り手は、ウィリアム・ルグランという友人を持っていた。ルグランはユグノーの一族の生まれで、かつてあった財産を失ってからサウスカロライナ州沖のサリバン島で、召使の黒人ジュピターを伴って隠遁生活を送っている。あるとき、語り手が数週間ぶりで彼のもとを訪れると、ルグランは新種の黄金虫を発見したと言って興奮の最中にあった。あいにく当の昆虫はとある中尉に貸してしまって手元にはなかったが、その代わりと言ってルグランは語り手に昆虫のスケッチを描いて見せる。しかし、そのスケッチは語り手にはどうも髑髏を描いたもののようにしか見えない。語り手がそのことを伝えると、絵に自信のあったルグランは気を悪くし、スケッチを描いた紙を丸めて捨てようとする。しかしその前に絵のほうをチラリと見るやそこに釘付けになり、やがて紙をしまうとそれからは、何かに心を奪われたようにうつつを抜かした状態になった。様子が変だと思った語り手は、その日は友人の家に泊めてもらう予定を取りやめ、そのまま辞去する。
それから1か月後、語り手のもとにルグランの召使ジュピターが訪ねてくる。彼の話では、主人ルグランはあの日から様子がすっかりおかしくなり、黒板に妙な図形を書き散らしたり、行き先を告げずに一日中外出したりしているという。彼の携えてきたルグランの手紙には、語り手に「重要な仕事」があるからすぐに来るようにと記してある。語り手がジュピターに連れられてルグランのもとに向かうと、語り手を迎えたルグランは「黄金虫が財宝をもたらす」という謎めいた言葉を伝え、本土の丘陵地帯の探検を手伝ってほしいと言う。彼の精神が錯乱していると見た語り手は、とりあえず彼の言うままに従うことに決め、探検についていく。
本土に着いた一行は、樹木の生い茂った台地の上を鎌で切りわけながら奥地へと進んでいき、やがて巨大なユリの木に達する。ルグランはジュピターをその樹に登らせ、さらに枝を伝って進んでいくように指示する。すると、その枝の先には髑髏が打ち付けてあった。ルグランはジュピターに、髑髏の左目から紐をつけた黄金虫を垂らすように指示し、その黄金虫が落ちたところを目印にして杭を打つ。そしてそこから最も近い木からその杭までを巻尺でつなぎ、さらにその延長上を50フィート（15.2m）ほど行ったところに目印をつけると、皆でここを掘るようにと伝える。一向はそれからその場所を2時間にもわたって掘っていくが、何も見つからない。諦めかけたルグランは、ふとあることに気付き、召使のジュピターに「お前の左目はどっちだ」と問いただす。何度も確認したにもかかわらず、ジュピターは右と左を取り違えていたのだった。
一行はもう一度ユリノキに戻って先の手順を繰り返すと、先ほどから数ヤードずれた場所を再び掘り始める。1時間ほど掘り進めると、連れて来ていた犬が吠え出し、やがて大量の人骨といくつかの硬貨が、さらにその下には6つの大きな木箱が埋められていた。木箱の中身は大量の硬貨や黄金、宝石や装飾品の類であり、家に持ち帰って検分すると、その総額は150万ドル（2009年現在で210億円推定）にも及ぶことがわかる。
興奮冷めやらぬ中、ルグランはどのようにして隠された財宝を見つけるに至ったのかを説明する。あの日、ルグランが黄金虫をスケッチして見せた紙は、黄金虫を発見したのと同じ場所で見つけた羊皮紙であった。そこには一見なにも描かれていないように見えたが、ルグランが語り手に紙を手渡したとき、語り手が暖炉の近くにいたために、熱の化学反応によって隠された絵がスケッチの裏側に炙り出されていたのである。そのことに気付いたルグランは、語り手が帰った後、さらに羊皮紙を調べて、山羊（キッド）のマークからそれが海賊キャプテン・キッドの隠された財宝のありかを示すものだと直感する。なおも調べていくと、その紙には以下のような暗号が記されていることがわかった。
```
53‡‡†305))6*;4826)4‡.)4‡);806*;48†8
¶60))85;1‡(;:‡*8†83(88)5*†;46(;88*96
*?;8)*‡(;485);5*†2:*‡(;4956*2(5*—4)8
¶8*;4069285);)6†8)4‡‡;1(‡9;48081;8:8‡
1;48†85;4)485†528806*81(‡9;48;(88;4
(‡?34;48)4‡;161;:188;‡?;

```

暗号に詳しかったルグランはこれを初歩的な暗号だと見抜き、まず暗号内で使われている記号の登場頻度を調べた。一番多いのは「8」の32回である。英語の文章で最もよく使われるアルファベットはeであるから、「8」が「e」を表している可能性が高い。そして英語の文章で最もよく使われる単語は「the」であるから、暗号内で最も多く登場する文字列「；48」がおそらく「the」を表している。このようにしてどんどん記号に対応するアルファベットを見つけて行き、最終的に以下のように解読したのだった。

A good glass in the bishop's hostel in the devil's seat
forty-one degrees and thirteen minutes northeast and by north
main branch seventh limb east side shoot from the left eye of the death's-head
a bee line from the tree through the shot fifty feet out.

主教の宿にある悪魔の玉座には上等のガラスがある
四十一度十三分―北東で北よりの方角
東側の主な枝、七番目の大枝―髑髏の左目から撃て
木から狙撃地点を経て五十フィート向こうまで直進せよ。

これを解読すると、ルグランはまず「主教（ビショップ）の宿」にあたる場所を探し、やがてサリバン島の近隣に「ベソップの城」と呼ばれる岩壁があることを知った。その岩壁は良く見ると落ち窪んで玉座のような形になっている場所があった。「上等のガラス」は望遠鏡のことであり、ルグランはその場所に座って指示通りの方角に望遠鏡を向け、そこから木の枝に打ち込まれた髑髏を発見したのである。

## 分析
この作品で用いられているのは換字式暗号であり、暗号の方式もその解読方法（頻度分析）もポー自身が開発したわけではない。しかし「黄金虫」が発表された19世紀の当時においては、多くの人にとっては暗号法は神秘的なもののように捉えられており、暗号の解読はほとんど超自然的な能力だと考えられていた。この作品に先立つ1840年に、ポーはフィラデルフィアの雑誌『アレクサンダーズ・ウィークリー・メッセンジャー』において暗号に関する記事を書き、その際にこの方式で書かれた暗号であればどんなものでも解いてみせると高言した。ポーの言によれば、この試みは非常に反響を起こし、同雑誌宛てに全国各地から手紙が押し寄せたが、ポーはそのほとんど全てを解読したという。1841年7月にポーは「暗号論」を『グレアムズ・マガジン』に掲載し、暗号の歴史を辿るとともに上記の経緯についても記している。「黄金虫」に使われている暗号の解読法自体は、「暗号論」で説明されたものとほとんど同じである。

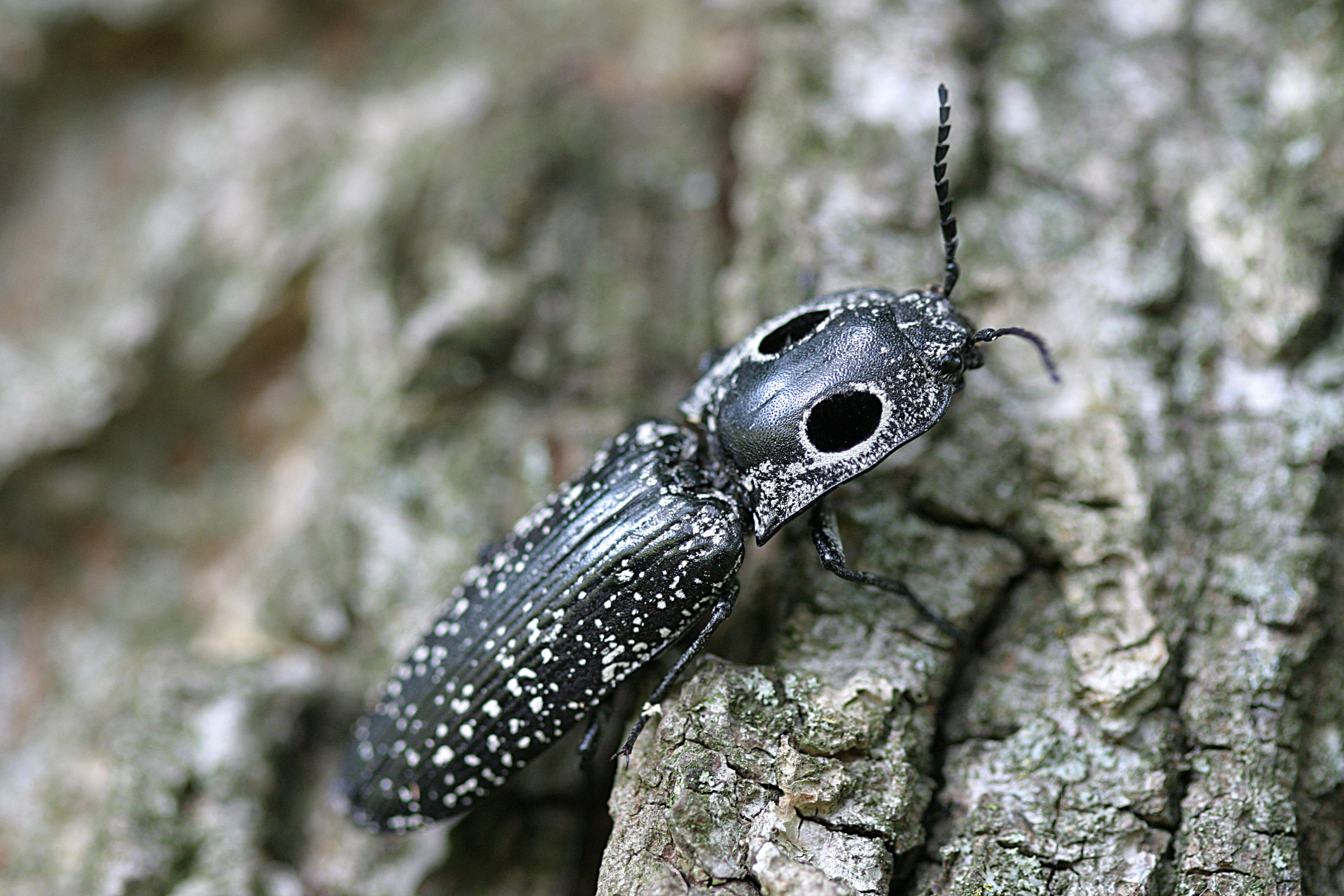
作中の「黄金虫」のモデルとなったコメツキムシの一種。背中に眼窩を思わせる大きな黒い斑点がある。

物語に登場する「黄金虫」の新種は現実に存在するものではなく、作中で述べられているこの昆虫の特徴は物語の舞台となった地域に生息する2種類の昆虫の特徴を組み合わせて作られている。一つはカミキリムシの一種 Callichroma splendidum で、黄金色の頭部を持っており、胴体にもわずかに黄金色をしている。骸骨の眼窩を思わせる黒い大きな斑点を持つものはコメツキムシ科の Alaus oculatus である。 
アフリカ人の従者ジュピターの描写は、近代的な観点からはしばしば人種的偏見にもとづくステレオタイプとして批判されている。ポーはかつて自分が雑誌で書評を受け持ったことのあるロバート・モンゴメリ・バードの『シェパード・リー』（1836年）からこの人物像を着想したらしい。当時のアメリカ合衆国においてフィクションに黒人を登場させること自体は珍しくなかったが、この作品のジュピターのように台詞を持つことは稀であった。研究者によれば、作中のジュピターの訛りは物語の舞台となった地方における黒人のそれとは似ておらず、あるいはガラ人の言葉遣いを参考にしたのではないかとしている。
ポーは軍人時代の1827年11月から1828年12月にかけてサリバン島西端のモルトリー要塞に駐屯しており、この時の自分の体験を生かして「黄金虫」の舞台を描いている。サリバン島はまたポーがキャプテン・キッドの伝承を初めて聞いた土地でもあった。ポーとの縁にちなんで、サリバン島にはポーの名を冠した図書館が建てられている。またポーは「軽気球夢譚」「長方形の箱」でもこの地域を扱っている。

## 出版史

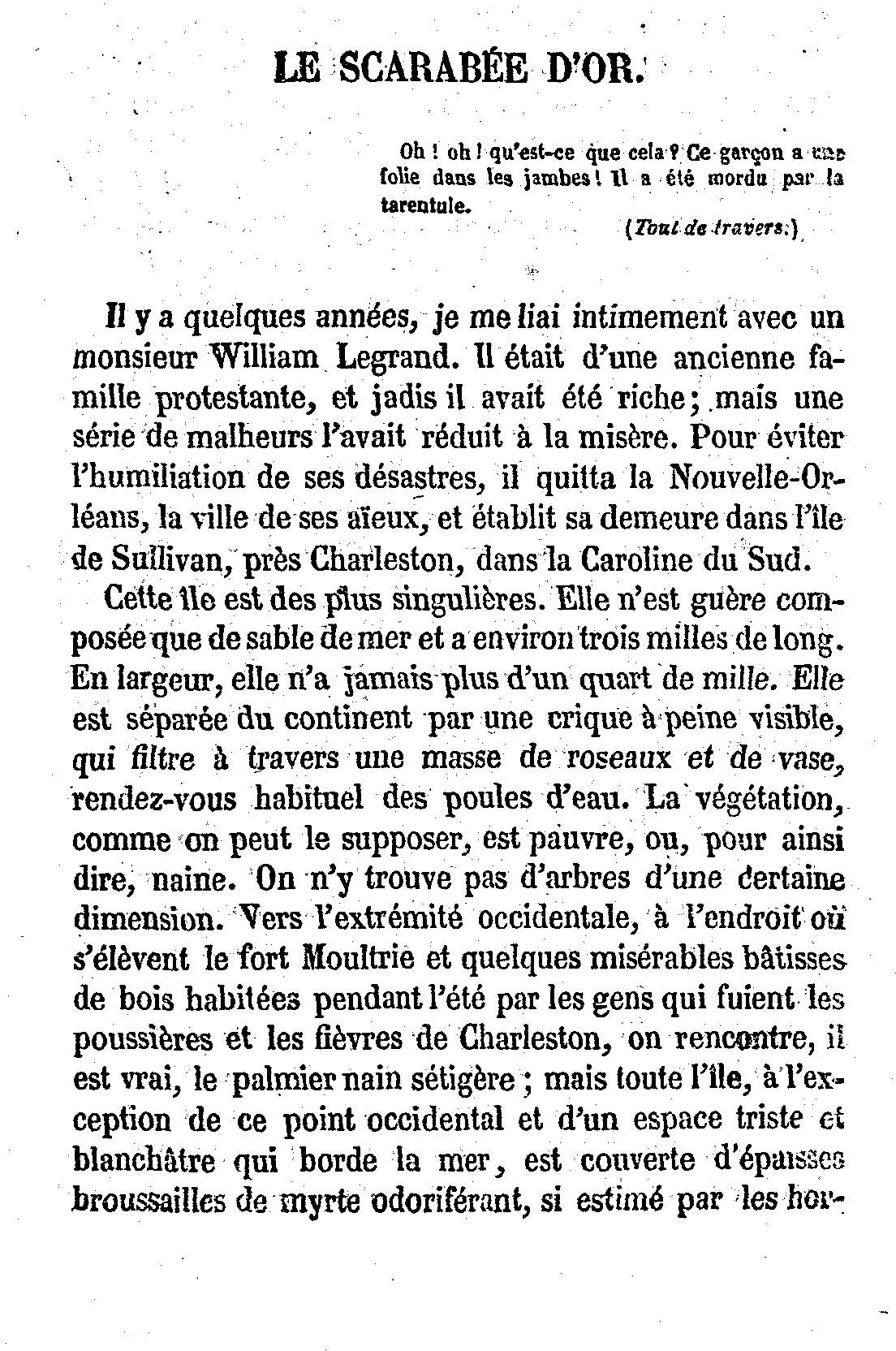
ボードレールによる「黄金虫」フランス語訳（1875年の版）。

ポーは当初「黄金虫」をジョージ・レックス・グレアムの雑誌『グレアムズ・マガジン』に52ドルで寄稿したが、ほどなく『フィラデルフィア・ダラー・ニュースペーパー』の懸賞を知り、原稿を戻すよう頼んだ。ちなみにポーはこのとき原稿料の52ドルを返さず、代わりに今後書評の仕事で埋め合わせると申し出ている。「黄金虫」はこの懸賞で最優秀作となり賞金100ドルを獲得、1843年6月21日および28日の2回に分けて同紙に掲載された。このとき賞金として支払われた100ドルは、おそらくポーが生涯で受け取った一作の原稿料の中では最高額である。作品の好評が予期されたため、『ダラー・ニュースペイパー』は「黄金虫」の掲載に先立って版権を取得した。
その後「黄金虫」はフィラデルフィアの『サタデー・クーリエ』でも6月24日、7月1日、7月8日の3回にわたって再掲載された。後2つは巻頭掲載であり、F.O.C.ダーレーの挿絵が付けられていた。これ以降もアメリカ合衆国内の多数の新聞で掲載が行なわれ、「黄金虫」はポーの存命中もっとも広く読まれた小説となった。ポーは「黄金虫」の印刷が1844年5月までに総計30万部が販売されたと記している。もっとも、ポーはこれらの再版については何も報酬を得なかったようである。また「黄金虫」の成功はポーを講演者としての人気も高めた。「黄金虫」発表後のポーの講演には大群衆が詰めかけ、結果として何百人もの人が追い返されたという 。1848年の書簡でポーはこのことに触れ「ひどい騒ぎだった」と書いている。ただし、後に詩篇「大鴉」で評判を得たポーは「黄金虫」の成功と比較し、「鳥が虫を打ち負かした」と表現している。
当時フィラデルフィアの『パブリック・レジャー』は、この作品を「非常に重要な作品」と賞賛した。ジョージ・リパードは 『シティズン・ソルジャー』誌上で
「荒削りな描写にもかかわらず、生き生きとまたスリリングな作品に仕上がっている。ポーのこれまでの作品のなかでも最上の一篇だ」と評している。 『グレアムズ・マガジン』の1845年の書評では「知性の鋭さと推理の巧みさを示す一例として極めて注目すべき作品」とされた。一方ポーの論敵であったトマス・ダン・イングリッシュは1845年10月の『アリスティディーン』誌において、「『黄金虫』は他のどのアメリカ人の物語よりも売り上げを伸ばすだろうし、「巧妙さ」という点からすれば、おそらくポー氏がこれまでに書いたどの作品よりも巧妙にできているだろう。しかし、それでもこの作品は「告げ口心臓」とは、そしてそれ以上に「ライジーア」とは比べるべくもない」と評している。ポーの友人トマス・ホリー・シヴァースは、「『黄金虫』はポーの文筆生活における黄金時代の端緒となる作品だ」と評価した。 
この作品は大きな成功の反面、敵対的な議論も引き起こした。発表から1か月の間に、ポーは『デイリー・フォーラム』において「賞の主催者と共謀している」と中傷された。『デイリー・フォーラム』は「黄金虫」を「失敗作」「15ドルにも値しない純然たるゴミ」だとまで述べており、これに対してポーは編集者のフランシス・デュフィを名誉毀損で訴えている。訴訟は後に取り下げられたが、デュフィは「黄金虫」が100ドルに値しないと述べたことに対して謝罪を行なった。別の編集者ジョン・デュ・ソレは、ポーがシェルバーンという女学生の作品『イモージン あるいは海賊の財宝』からアイディアを剽窃していると非難した。
「黄金虫」は1845年6月にワイリー・アンド・パトナム社から出版されたポーの作品集『物語集』に収録された。「黄金虫」は巻頭に収録されており、これに「黒猫」とその他10作品が続く構成になっている。この作品集の成功によって、「黄金虫」は1845年11月にアルフォンス・ボルゲールスによって初めてフランス語に訳され『イギリス評論』に掲載された。これはポーの作品の逐語訳としては最初のものである 。このフランス語訳に基づいて2年後にロシア語にも訳されており、ロシアにおいてはこれがポーの最初の紹介となった。1856年にはシャルル・ボードレールが『異常な物語』の第1巻に「黄金虫」の訳を収録している。ボードレールはヨーロッパにおけるポーの紹介に強い影響力を持ち、彼の翻訳は大陸中で定訳として扱われた。

### 日本語訳
日本では1902年（明治35年）、山縣五十雄が内外出版協会・言文社から出版した訳注本『宝ほり』で初めて翻訳された。明治年間には他に本間久四郎訳の『黄金虫』（文禄堂、1908年2月）と鉦斎訳「黄金虫」（『日本及日本人』1908年7月15日、8月1日、8月15日）が出ている。以後多数の翻訳があるが、2010年現在は以下収録のものが入手しやすい。
- 丸谷才一訳 『ポー名作集』 中公文庫、1973年/2010年改版
- 八木敏雄訳 『黄金虫・アッシャー家の崩壊 他九篇』 岩波文庫、2006年
- 巽孝之訳 『モルグ街の殺人・黄金虫』 新潮文庫、2010年
- 小川高義訳『アッシャー家の崩壊 / 黄金虫』光文社古典新訳文庫、2016年

## 影響
コナン・ドイルは「黄金虫」のうち暗号解読の部分のみを抜き出して「踊る人形」を書いた。この作品で用いられている暗号はタイプライターの記号を旗人形に変えたのみであり、解読法も「黄金虫」で用いられているものとまったく同じである。また江戸川乱歩のデビュー作「二銭銅貨」の暗号は明らかに「黄金虫」と「踊る人形」から着想を得ている。「黄金虫」はまたロバート・ルイス・スティーヴンソンの『宝島』にインスピレーションを与えており、スティーヴンソンは少なくとも「（『宝島』に登場する）骸骨は明らかにポーから持ち出してきたものだ」と述べている。
ポーは当時の出版界において、暗号というトピックを普及させるのに大きな役割を果たした。アメリカ合衆国の著名な暗号学者であり、第二次大戦において日本軍のパープル暗号を解読したウィリアム・F・フリードマンは、幼少期に「黄金虫」を読んだことが暗号に興味をもつきっかけであったと述べている。「黄金虫」はまた、「暗号（cryptogram）」に対する「暗号法（cryptograph）」という言葉を初めて用いた著作でもある。

## 翻案
「黄金虫」は発表当時から好評を博したため、1843年8月には舞台劇がフィラデルフィアのアメリカ劇場で公開された。これはポーの存命中になされた唯一のポー作品の舞台化である。しかしフィラデルフィアの『スピリット・オブ・ザ・タイムズ』誌はこの公演について「だらだらとしていて随分と退屈だ。骨組みはよくできているものの、肉付けが足りない」と書いている。
映像作品では、1953年に『ユア・フェイヴァリット・ストーリー』第1シーズン第4話としてロバート・フローリー監督によるものが製作されている。その後、1980年に『ABCウィークエンド・スペシャル』の第3シーズン、第7話としてロバート・フュースト監督により映像化されており、この回はデイタイム・エミー賞で三つの賞を獲得した。1988年にはスペインのホラー映画監督ジェス・フランコが映画化している。